# 诺让
诺让（法語：Nogent，法語發音：[nɔʒɑ̃]），法国东北部城市，大东部大区上马恩省的一个市镇，隶属于肖蒙区，其市镇面积为54.63平方公里，2022年1月1日时人口数量为3,562人，是该省人口第四多多市镇，在法国城市中排名第3,131位。
诺让位于上马恩省中部，巴西尼腹地，特赖尔河右岸，近现代因刀具生产而闻名，是一个区域性的中心城市，多条公路在此交汇。

## 地名来源
“Nogent”一名最初于公元11世纪以拉丁语“Nogentum”的形式被记载。
诺让历史上曾多次更名，当地的官方名称在法国大革命期间曾为“Nogent-Haute-Marne”，大革命结束后更名为“Nogent-le-Roi”，1890年更名为“Nogent-en-Bassigny”，1972年行政区划调整后更名为“Nogent”。

## 历史

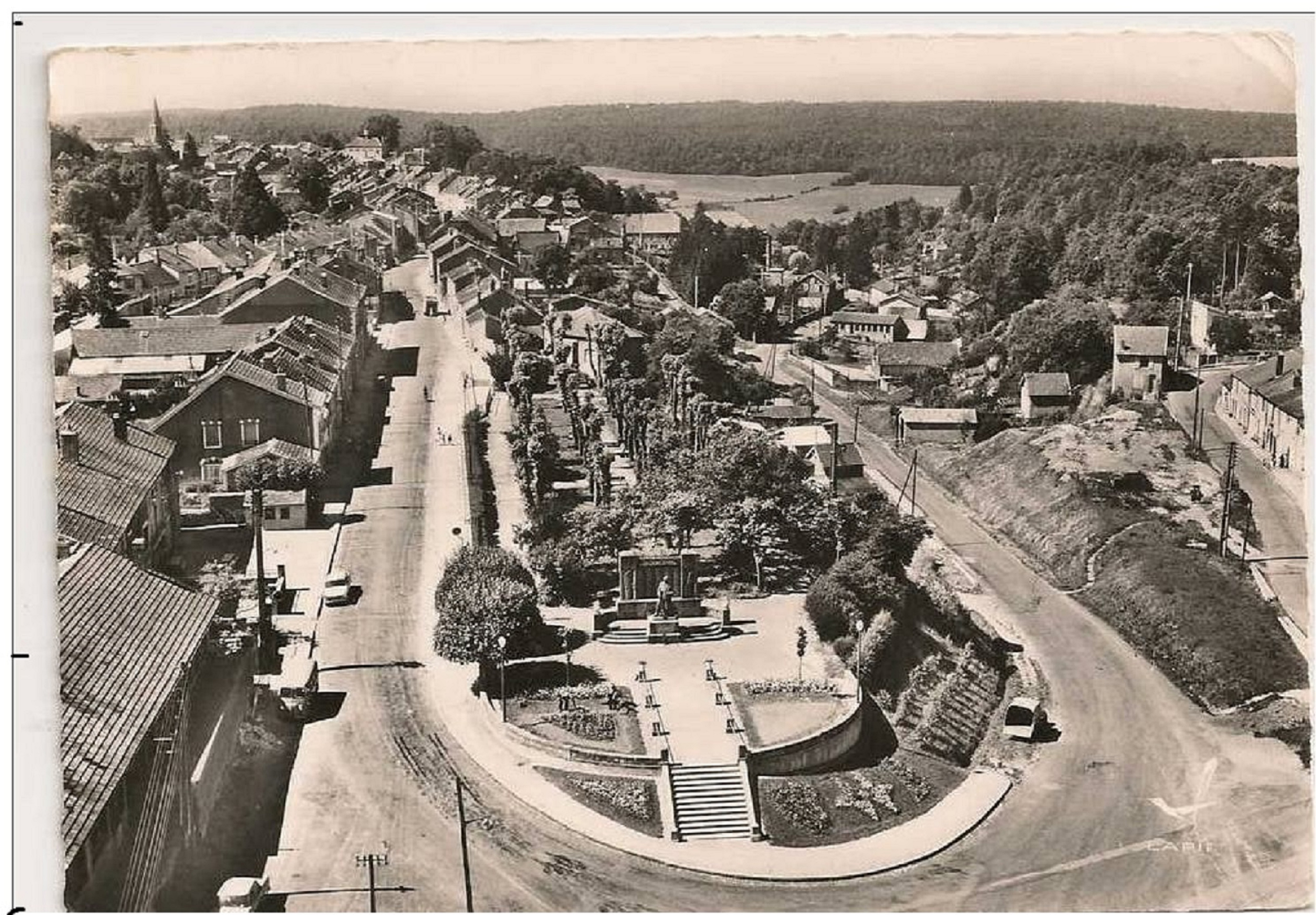
20世纪初的诺让

诺让的早期历史尚不清楚。根据当地官方网站的论述，诺让始建于公元11世纪。12世纪时，来自第戎的道士在诺让一处地势低平的区域修建了一座以圣人欧塞尔的日耳曼命名的教堂。13世纪后，诺让家族逐渐壮大，诺让于1284年成为香槟伯国的一部分，其成员在此地兴建了城堡作为家族宅邸。英法百年战争期间，英格兰-勃艮第军队曾于1417年占领诺让城堡。15世纪末，诺让曾发生黑死病疫情及饥荒，当地人口数量大幅下降。17世纪时，诺让城堡因长期缺乏修缮而部分坍塌。18世纪后，得益于刀具制造手工业的发展，诺让逐渐成为一个区域性的商贸集镇。法国大革命后，诺让成为上马恩省的一个市镇。19世纪时，诺让的刀具制造工艺得到机械化发展，鼎盛时期该区域有超过6,000名道具生产工人。1904至1947年间，一条地方米轨铁路连接诺让。1972年，多讷马里、埃塞莱索和奥迪瓦勒三个市镇整体并入诺让。2001至2016年间，诺让是诺让地区市镇公共社区的办公驻地。

## 地理

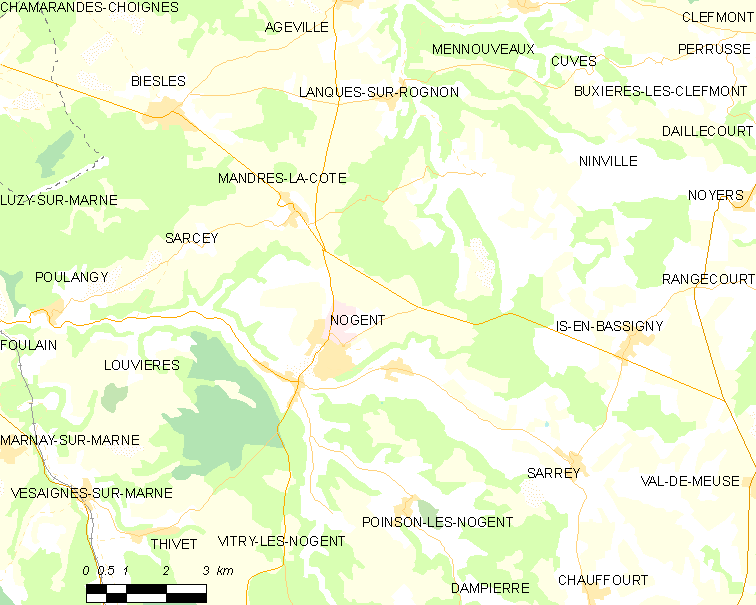
诺让市镇范围地图

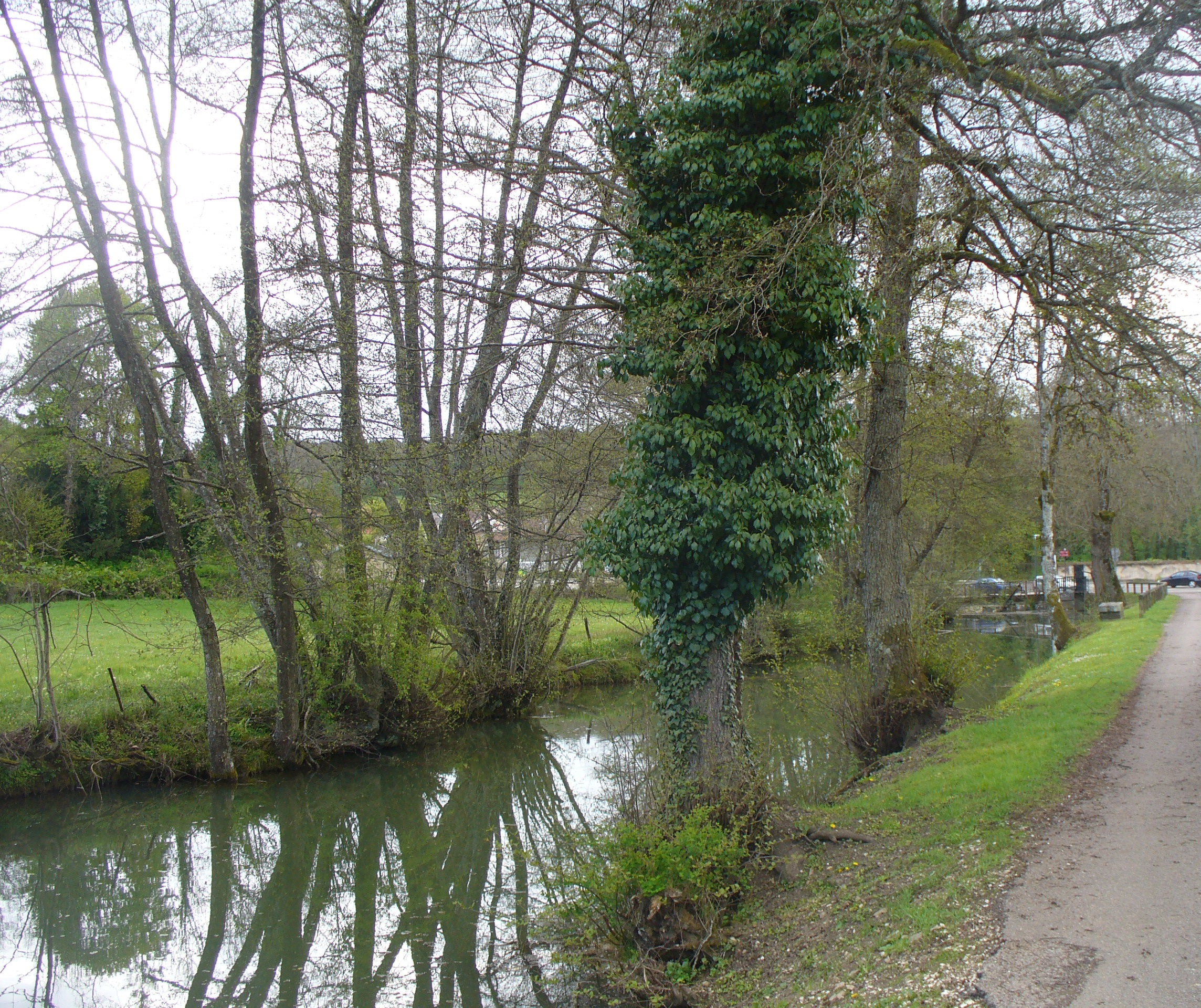
诺让境内的特赖尔河

诺让位于法国东北部，大东部大区南部和上马恩省中部，距离省会肖蒙大约23公里。与诺让接壤的市镇包括：巴西尼地区伊斯、芒德尔拉科特、维特里莱诺让、罗尼翁河畔朗克、卢维耶尔、马恩河畔沃塞涅、楠维尔、萨尔塞、萨雷和蒂韦。

### 地形
诺让位于巴西尼地区腹地，境内以浅丘为主，市镇中心大致分为两部分，其中历史城区位于地势较高的上城区域，其西南侧为地势平坦的下城，两区域间的平均高差超过60米，全境海拔则在302到410米之间。

### 水文
诺让位于塞纳河流域范围内，特赖尔河自东向西流经市区南部。

### 植被
诺让属于温带阔叶混交林区，林地多分布于河流附近及山坡地带，市区西南部和东南部分别为马尔苏瓦森林（Forêt de Marsois）和索西山树林（Bois du Mont de Saussis）。
在鲜花城市的评比中，诺让被评为3星级鲜花城市。

### 气候
诺让在柯本气候分类法中属于带有大陆性特征的温带海洋性气候（Cfb）。
距离诺让最近的常年气象站位于巴西尼地区伊斯境内，以下为该气象站的数据（其中日照数据取自朗格勒气象站）：
| 巴西尼地区伊斯 1981年－2019年 | 巴西尼地区伊斯 1981年－2019年 | 巴西尼地区伊斯 1981年－2019年 | 巴西尼地区伊斯 1981年－2019年 | 巴西尼地区伊斯 1981年－2019年 | 巴西尼地区伊斯 1981年－2019年 | 巴西尼地区伊斯 1981年－2019年 | 巴西尼地区伊斯 1981年－2019年 | 巴西尼地区伊斯 1981年－2019年 | 巴西尼地区伊斯 1981年－2019年 | 巴西尼地区伊斯 1981年－2019年 | 巴西尼地区伊斯 1981年－2019年 | 巴西尼地区伊斯 1981年－2019年 | 巴西尼地区伊斯 1981年－2019年 |
| 月份                          | 1月                           | 2月                           | 3月                           | 4月                           | 5月                           | 6月                           | 7月                           | 8月                           | 9月                           | 10月                          | 11月                          | 12月                          | 全年                          |
| ----------------------------- | ----------------------------- | ----------------------------- | ----------------------------- | ----------------------------- | ----------------------------- | ----------------------------- | ----------------------------- | ----------------------------- | ----------------------------- | ----------------------------- | ----------------------------- | ----------------------------- | ----------------------------- |
| 历史最高温 °C（°F）           | 13.2 (55.8)                   | 17.4 (63.3)                   | 20.9 (69.6)                   | 26.6 (79.9)                   | 31.2 (88.2)                   | 34.1 (93.4)                   | 35.9 (96.6)                   | 37.7 (99.9)                   | 30.2 (86.4)                   | 25.2 (77.4)                   | 20.2 (68.4)                   | 14 (57)                       | 37.7 (99.9)                   |
| 平均高温 °C（°F）             | 4 (39)                        | 6 (43)                        | 10.1 (50.2)                   | 14.1 (57.4)                   | 18.6 (65.5)                   | 22.2 (72.0)                   | 24.3 (75.7)                   | 23.9 (75.0)                   | 19 (66)                       | 14.1 (57.4)                   | 7.9 (46.2)                    | 4.3 (39.7)                    | 14 (57)                       |
| 日均气温 °C（°F）             | 1.4 (34.5)                    | 2.8 (37.0)                    | 5.8 (42.4)                    | 8.9 (48.0)                    | 13.2 (55.8)                   | 16.4 (61.5)                   | 18.4 (65.1)                   | 18.2 (64.8)                   | 14 (57)                       | 10.2 (50.4)                   | 5.2 (41.4)                    | 2 (36)                        | 9.7 (49.5)                    |
| 平均低温 °C（°F）             | −1.2 (29.8)                   | −0.5 (31.1)                   | 1.5 (34.7)                    | 3.8 (38.8)                    | 7.9 (46.2)                    | 10.5 (50.9)                   | 12.5 (54.5)                   | 12.4 (54.3)                   | 9.1 (48.4)                    | 6.4 (43.5)                    | 2.4 (36.3)                    | −0.3 (31.5)                   | 5.4 (41.7)                    |
| 历史最低温 °C（°F）           | −15.6 (3.9)                   | −16.3 (2.7)                   | −16.7 (1.9)                   | −5.7 (21.7)                   | −1.7 (28.9)                   | 0.5 (32.9)                    | 4.1 (39.4)                    | 3.1 (37.6)                    | −0.3 (31.5)                   | −6.7 (19.9)                   | −11.8 (10.8)                  | −19.3 (−2.7)                  | −19.3 (−2.7)                  |
| 平均降水量 mm（）             | 73.6 (2.90)                   | 62 (2.4)                      | 65.6 (2.58)                   | 58.5 (2.30)                   | 77.8 (3.06)                   | 59.5 (2.34)                   | 80.7 (3.18)                   | 70.6 (2.78)                   | 67.5 (2.66)                   | 86.8 (3.42)                   | 88.3 (3.48)                   | 84.1 (3.31)                   | 875 (34.4)                    |
| 月均日照時數                  | 61.7                          | 86.3                          | 139.1                         | 171.9                         | 194                           | 213.9                         | 225.8                         | 219.6                         | 169.6                         | 111.9                         | 60.7                          | 48.4                          | 1,702.9                       |
| 来源：infoclimat.fr           |                               |                               |                               |                               |                               |                               |                               |                               |                               |                               |                               |                               |                               |

## 行政区划
诺让的市镇编号为52353，邮政编号为52800。
在行政管理方面，诺让隶属于法国大东部大区上马恩省肖蒙区；在地方选举方面，诺让是诺让县的中央投票站所在地，其市镇范围全境被划入上马恩省第一选区；在社会管理方面，诺让是肖蒙城市圈公共社区的组成部分。
截至2024年1月，诺让市镇范围内暂无任何城市敏感街区及城市政策优先街区。
法国国家统计与经济研究所（简称）在进行数据统计时，将诺让市镇单独设为诺让城市核心区（Unité urbaine de Nogent），未将诺让划入任何城市区（Aire urbaine）。自2020年起，诺让被划入包含112个市镇的肖蒙城市辐射区。此外，还将诺让市镇整体看作一个“块区”（IRIS），以便于统计人口分布情况。

## 交通

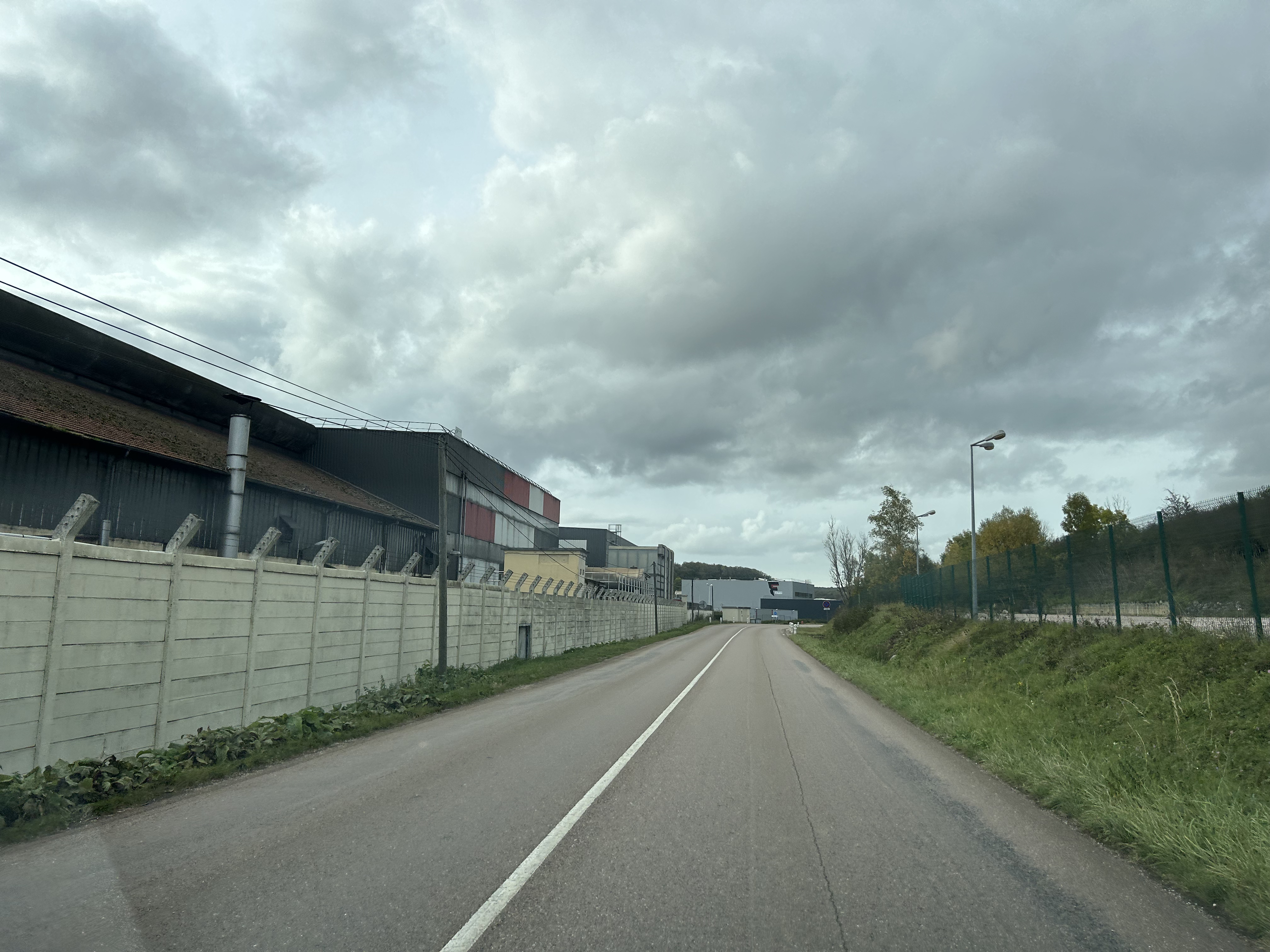
诺让境内的省道D107线

### 公路
上马恩省省道D1线、D107线、D146线、D248线、D250线、D265线和D417线在诺让境内交汇。大东部大区下属的上马恩省城际客运提供经停诺让的定制校车巴士服务。
| 7 | 14 |

| 8 | 16 |

| （北行） |

| 肖蒙 | 24 |

| 昂德洛-布朗什维尔 | 31 |

| （南行） |

| 朗格勒 | 24 |

| 罗朗蓬 | 12 |

| （其它方向） |

| 瓦勒德默兹 | 14 |

| 里什堡 | 26 |

2020年，68.7%的诺让家庭拥有至少一辆私人汽车。2021年，诺让境内共发生各类交通事故1起，造成2人重伤。

### 铁路
途径诺让的富兰—巴西尼地区诺让铁路已于1947年关闭。
距离诺让最近的运营中的客运铁路车站为24公里外的肖蒙站，该站停靠直通巴黎、米卢斯、兰斯、第戎及圣迪济耶等地的区域列车。

### 航空
诺让距离巴黎-瓦特里机场的公路里程大约153公里。

### 城市公共交通
诺让是肖蒙城市公共交通（商业名称为）的服务覆盖范围。截至2024年1月，该系统共包括五条常规公交线路，其中公交5路经过诺让。

## 政治

### 市政内阁

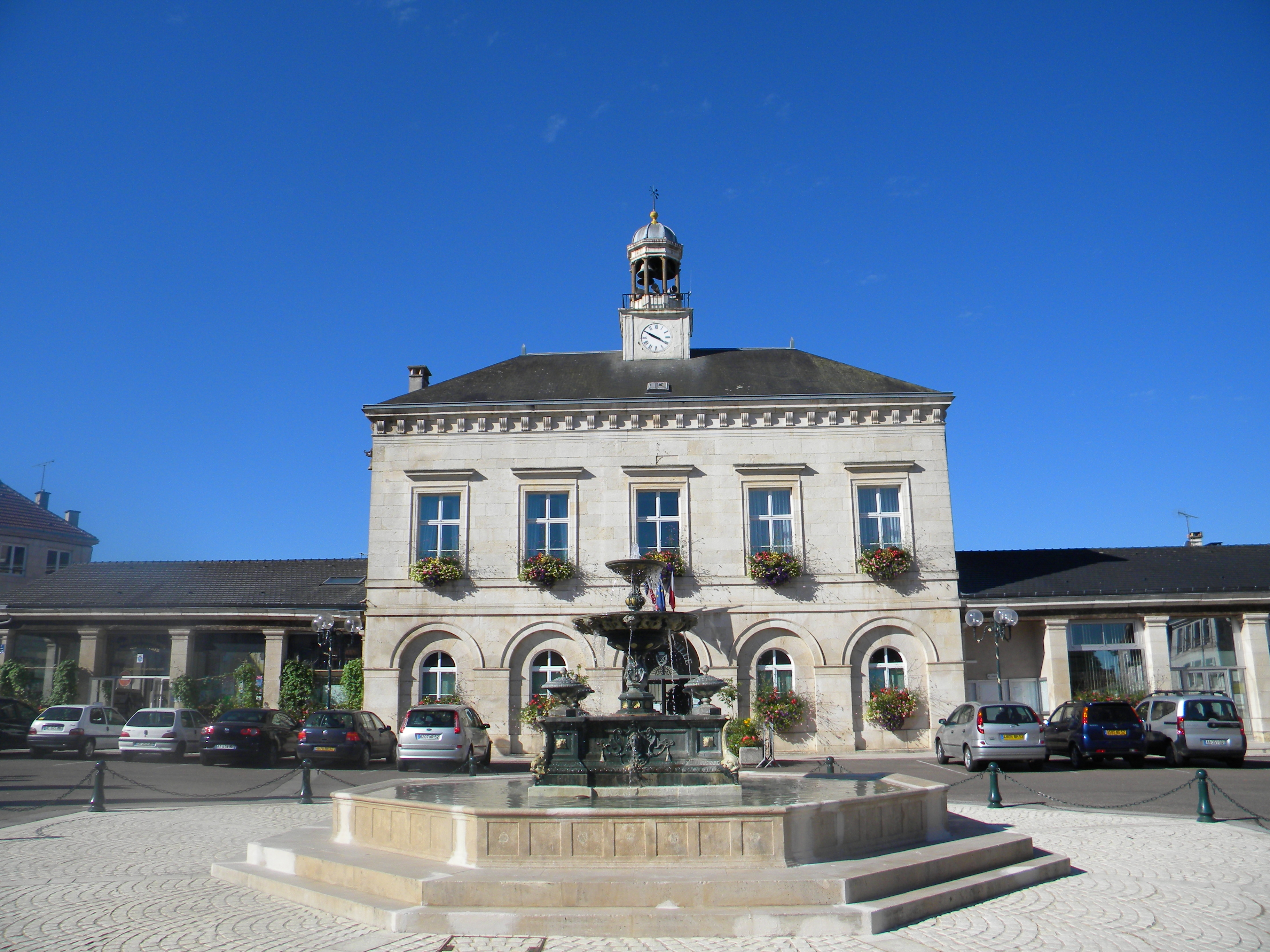
诺让市政厅

诺让的现任市长为蒂埃里·蓬斯先生（Thierry PONCE），他是一名无党派人士，自2023年10月起担任市长职务，他的前任为安娜-玛丽·内代莱克女士，她是共和国民主联盟的一名成员，在2020年的市政选举中获得了100.00%的支持率（无其他候选人）。
| 诺让历届市长           | 诺让历届市长                          | 诺让历届市长                                        |
| 任期                   | 市长                                  | 党派                                                |
| ---------------------- | ------------------------------------- | --------------------------------------------------- |
| （1971年以前资料暂缺） |                                       |                                                     |
| 1971年－1995年         | Robert HENRY 罗贝尔·亨利              | DVD右翼无党派人士 →UDF法国民主联盟 →RPR保衛共和聯盟 |
| 1995年－2008年         | Michel BROCARD 米歇尔·布罗卡尔        | DVD右翼无党派人士                                   |
| 2008年－2023年         | Anne-Marie NÉDÉLEC 安娜-玛丽·内代莱克 | DVD右翼无党派人士 →UD共和国民主联盟                 |
| 2023年－               | Thierry PONCE 蒂埃里·蓬斯             | 無黨籍                                              |

### 各级选举
| 诺让历届投票选举结果 | 诺让历届投票选举结果 | 诺让历届投票选举结果 | 诺让历届投票选举结果 | 诺让历届投票选举结果             | 诺让历届投票选举结果 | 诺让历届投票选举结果 | 诺让历届投票选举结果             | 诺让历届投票选举结果 | 诺让历届投票选举结果 |
| 选举项目             | 选举范围             | 选区单位             | 选区单位内的选举结果 | 选区单位内的选举结果             | 选区单位内的选举结果 | 选区单位内的选举结果 | 选区单位内的选举结果             | 选区单位内的选举结果 | 参考资料             |
| 选举项目             | 选举范围             | 选区单位             | 第一轮胜出者         | 第一轮胜出者                     | 支持率               | 第二轮胜出者         | 第二轮胜出者                     | 支持率               | 参考资料             |
| -------------------- | -------------------- | -------------------- | -------------------- | -------------------------------- | -------------------- | -------------------- | -------------------------------- | -------------------- | -------------------- |
| 2017年法國總統選舉   | 法國                 | 市镇                 |                      | 玛丽娜·勒庞                      | 34.48%               |                      | 埃马纽埃尔·马克龙                | 51.88%               | [ 26 ]               |
| 2017年法国立法选举   | 上马恩省第一选区     | 市镇                 |                      | 贝朗热尔·阿巴                    | 30.93%               |                      | 阿德里安·格内                    | 54.57%               | [ 26 ]               |
| 2019年欧洲议会选举   | 法國                 | 市镇                 |                      | 若尔丹·巴尔代拉                  | 39.25%               | （不适用）           | （不适用）                       | （不适用）           | [ 28 ]               |
| 2021年法国省级选举   | 上马恩省             | 县                   |                      | 米歇尔·安德烈 安娜-玛丽·内代莱克 | 71.74%               |                      | 米歇尔·安德烈 安娜-玛丽·内代莱克 | 74.7%                | [ 29 ]               |
| 2021年法国省级选举   | 上马恩省             | 市镇                 |                      | 米歇尔·安德烈 安娜-玛丽·内代莱克 | 73.48%               |                      | 米歇尔·安德烈 安娜-玛丽·内代莱克 | 78.29%               | [ 29 ]               |
| 2021年法国大区选举   | 大東部大區           | 市镇                 |                      | 让·罗特纳                        | 38.75%               |                      | 让·罗特纳                        | 46.84%               | [ 30 ]               |
| 2022年法国总统选举   | 法國                 | 市镇                 |                      | 玛丽娜·勒庞                      | 36.11%               |                      | 玛丽娜·勒庞                      | 58.68%               | [ 26 ]               |
| 2022年法国立法选举   | 上马恩省第一选区     | 市镇                 |                      | 克里斯托夫·本茨                  | 34.49%               |                      | 克里斯托夫·本茨                  | 56.16%               | [ 26 ]               |

## 人口
2020年，诺让市镇人口数量为3,567，在法国排名第3,131位。其中男性1,724人，女性1,843人，75岁及以上人口占12.2%，外籍人口数量为119人，人口密度为65人/平方公里，当地居民被称为（男性）或（女性）。2022年，诺让境内出生21人，死亡人口86人。
| 诺让1901年－2021年人口变化情况 |
|                                |
| 数据来源：Cassini、INSEE       |

## 经济
诺让是一个区域性的中心城市。截至2024年1月，诺让市镇范围内共有各类用人单位（包含自雇）489家，平均历史为19年，其中98.42%为中小型企业（PME），2023年11月至2024年1月间，当地的经济活力指数为0.41%。（钢铁）、（大型零售）及（汽车销售）是当地2021年营业额最高的三个企业，分别为124,706,831欧元、11,396,621欧元和3,300,240欧元。

## 财政与居民收入
2021年，诺让的财政收入总额为5,385,860欧元，财政支出总额为4,824,190欧元，当年的债务总额为3,081,060欧元。2021年，诺让市镇通过增值税获得366,450欧元的收入，此外当地还共获得了652,220欧元的国家直接财政补助。
| 诺让居民收入情况                                 | 诺让居民收入情况 | 诺让居民收入情况      | 诺让居民收入情况 |
| 内容                                             | 诺让             | 法国                  | 统计年份         |
| ------------------------------------------------ | ---------------- | --------------------- | ---------------- |
| 征税家庭总数                                     | 1,698            | 1,081（法国市镇平均） | 2022年           |
| 居民平均月收入                                   | 2,049欧元        | 2,435欧元             | 2022年           |
| 高级职员人均月收入                               | 3,396欧元        | 4,331欧元             | 2021年           |
| 中级职员人均月收入                               | 2,342欧元        | 2,470欧元             | 2021年           |
| 普通职员人均月收入                               | 1,751欧元        | 1,801欧元             | 2021年           |
| 贫困率                                           | 14%              | 14.5%                 | 2020年           |
| 青壮年（15至64岁）失业率                         | 12.6%            | 7.4%                  | 2020年           |
| 征税家庭数量占比                                 | 36.9%            | 45.5%                 | 2020年           |
| 家庭年均纳税                                     | 1,931欧元        | 4,393欧元             | 2022年           |
| 资料来源：INSEE、L'Internaute、Le Journal du Net |                  |                       |                  |

## 社会事务

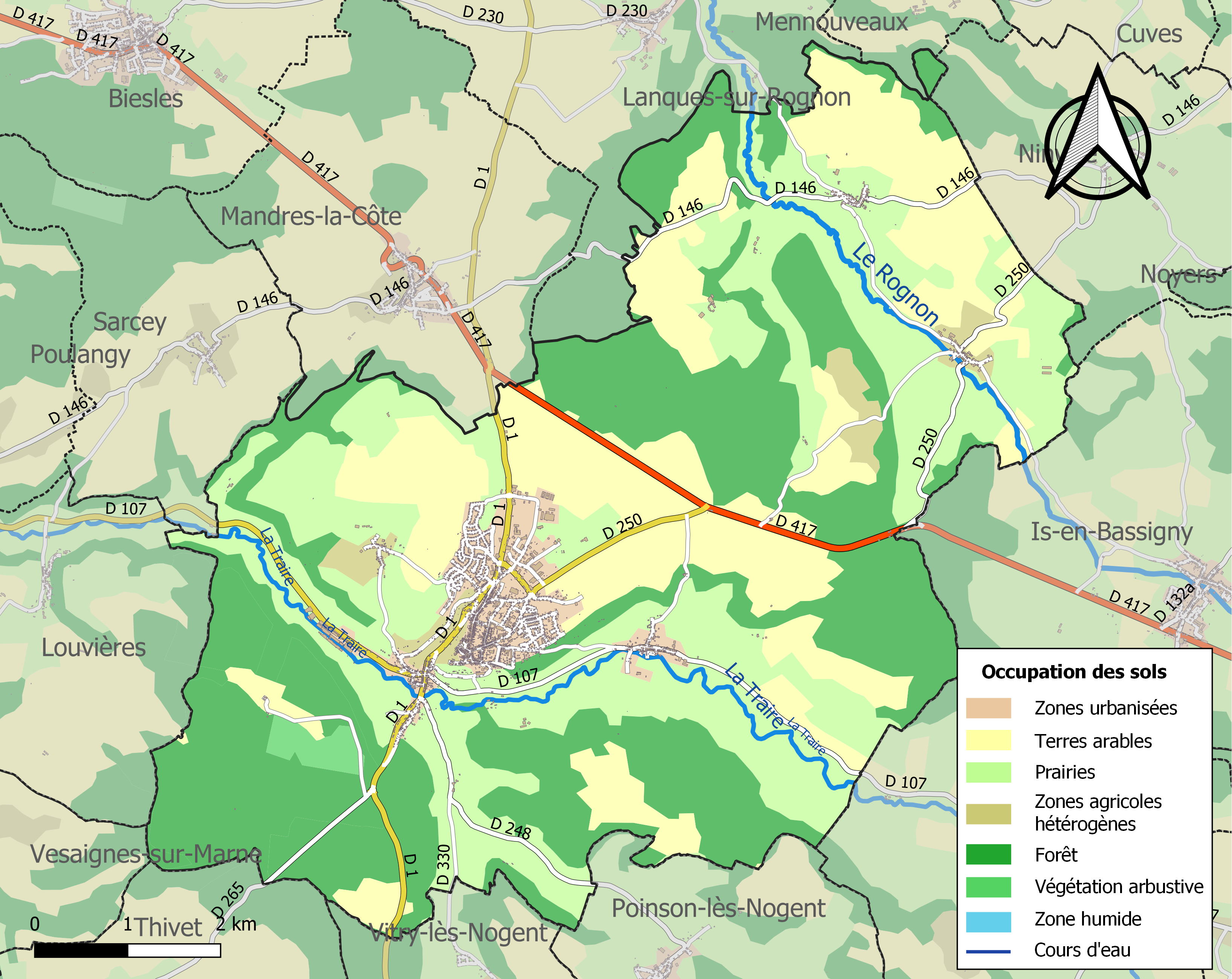
诺让土地利用情况地图

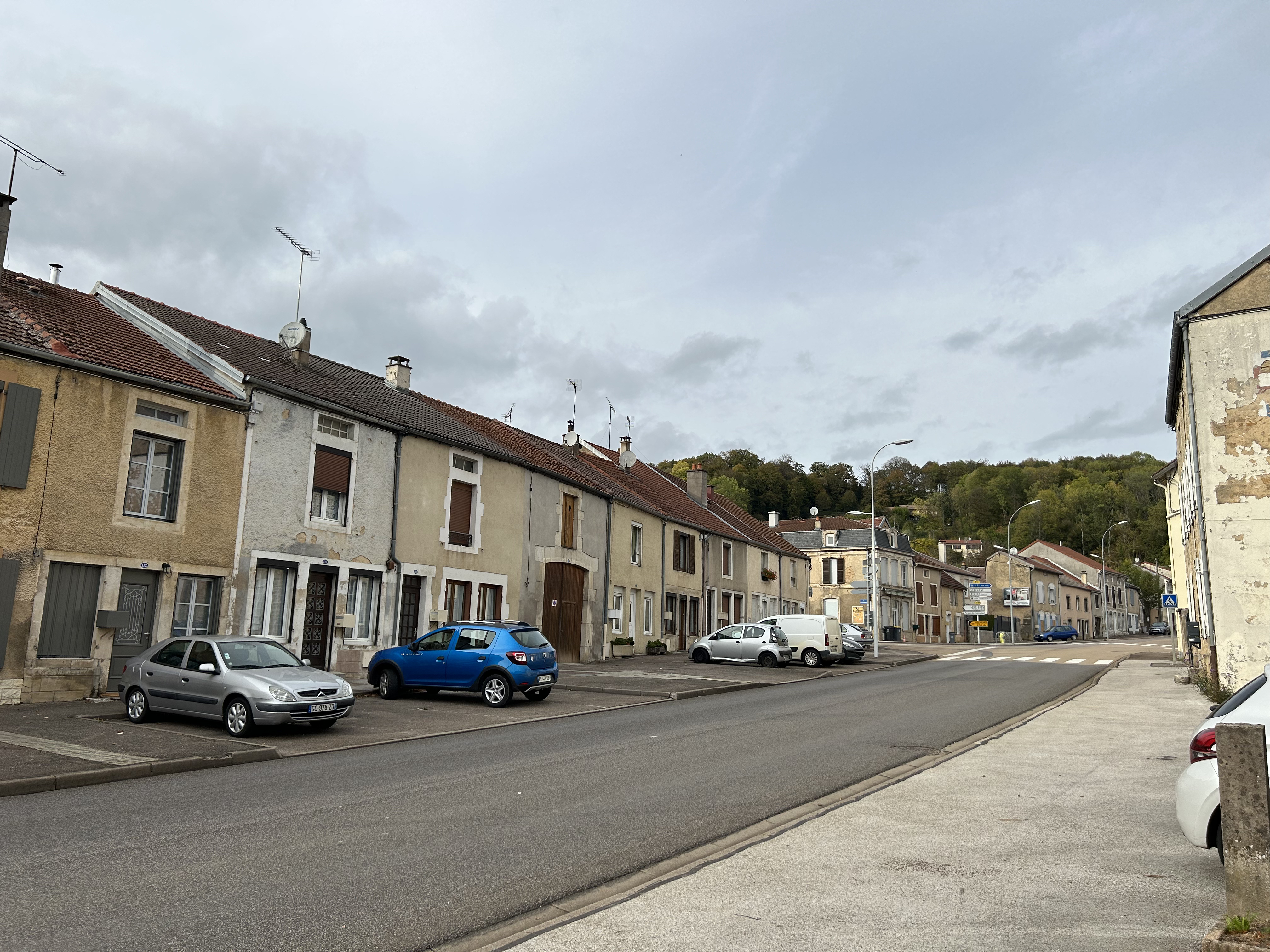
诺让下城街区

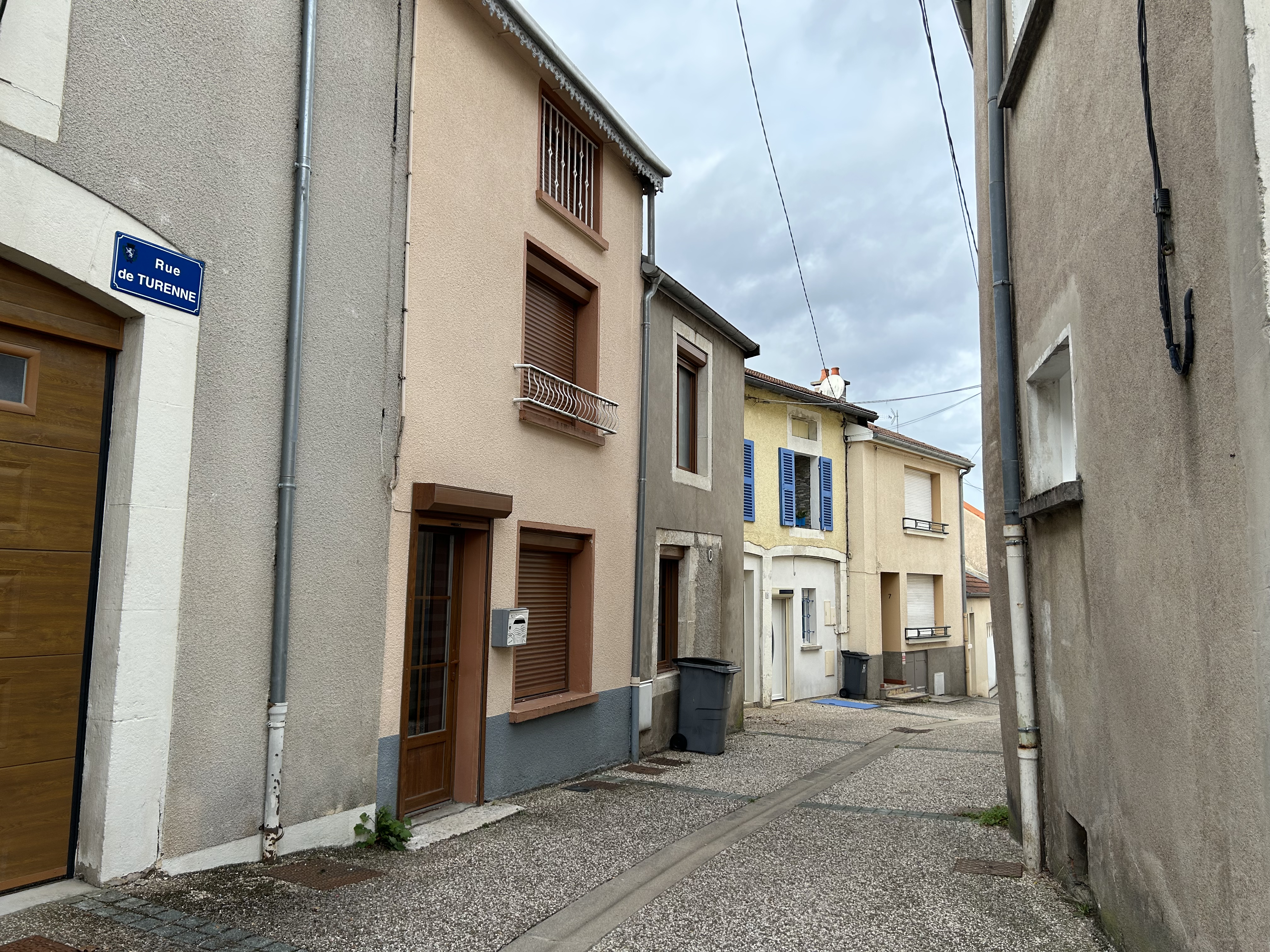
蒂雷讷街附近的传统居民建筑

### 教育
诺让属于兰斯学区。截至2021年1月1日，诺让境内共有1所幼儿园、1所小学和1所初级中学。2021至2022学年度，诺让境内共有在校中等教育阶段学生323名。

### 医疗
截至2021年1月1日，诺让境内共有全科医生4名、保健师3名、牙医3名和护士7名。境内共有药房1家、养老院2家。
距离诺让最近的区域性医疗机构为肖蒙中心医院（Centre Hospitalier de Chaumont），其主病区位于肖蒙市区，距离诺让镇中心的正常车程大约21分钟，该院设有床位384个，是上马恩省规模最大的公立综合性医院。

### 住房
2020年，诺让境内共有各类住房2,080套，其中75.0%为独立式居民区，24.6%为集中式居民区。常住房屋占诺让市镇范围内居民建筑总量的82.3%。
在住房保障政策方面，2022年，诺让境内共有359户家庭获得了住房经济补助，受益人数占总人口数量的11.3%，其中349份为房租补助。

### 商业
2021年，诺让境内共有各类实体商铺82家，其中餐厅8家、大型超市4家、面包房3家、肉铺2家、书店1家、银行门店3家、美容美发店5家、汽车维修店7家。诺让镇中心北部建有一家Super U和一家Aldi超市。

### 体育
2021年，诺让境内共有1家游泳池、1间体育馆、6处网球场、1处马术场、1处足球或橄榄球场以及1处篮球或排球场。
截至2024年1月，诺让境内共有三家注册足球俱乐部。诺让体育会（Sporting Nogent，编号531307）是当地的代表性足球队，成立于1978年，其主队2023至2024赛季参加上马恩省足球联赛丙组（法国第十一级别），其主场为莫里斯·亨利球场（Stade Maurice Henry）。

### 环境
诺让的环境事务由其所属的肖蒙城市圈公共社区联合各级政府协调负责。2021年，诺让境内共有1家污染企业。

### 治安
2021年，诺让市镇范围内有1处宪兵队。
诺让及其附近的共156个市镇是肖蒙国家宪兵队（zone gendarmerie de Chaumont）的管辖范围。2020年，该宪兵队累计记录各类案件976起，其中盗窃类案件501起，经济类案件120起，毒品交易类案件41起。

## 文化

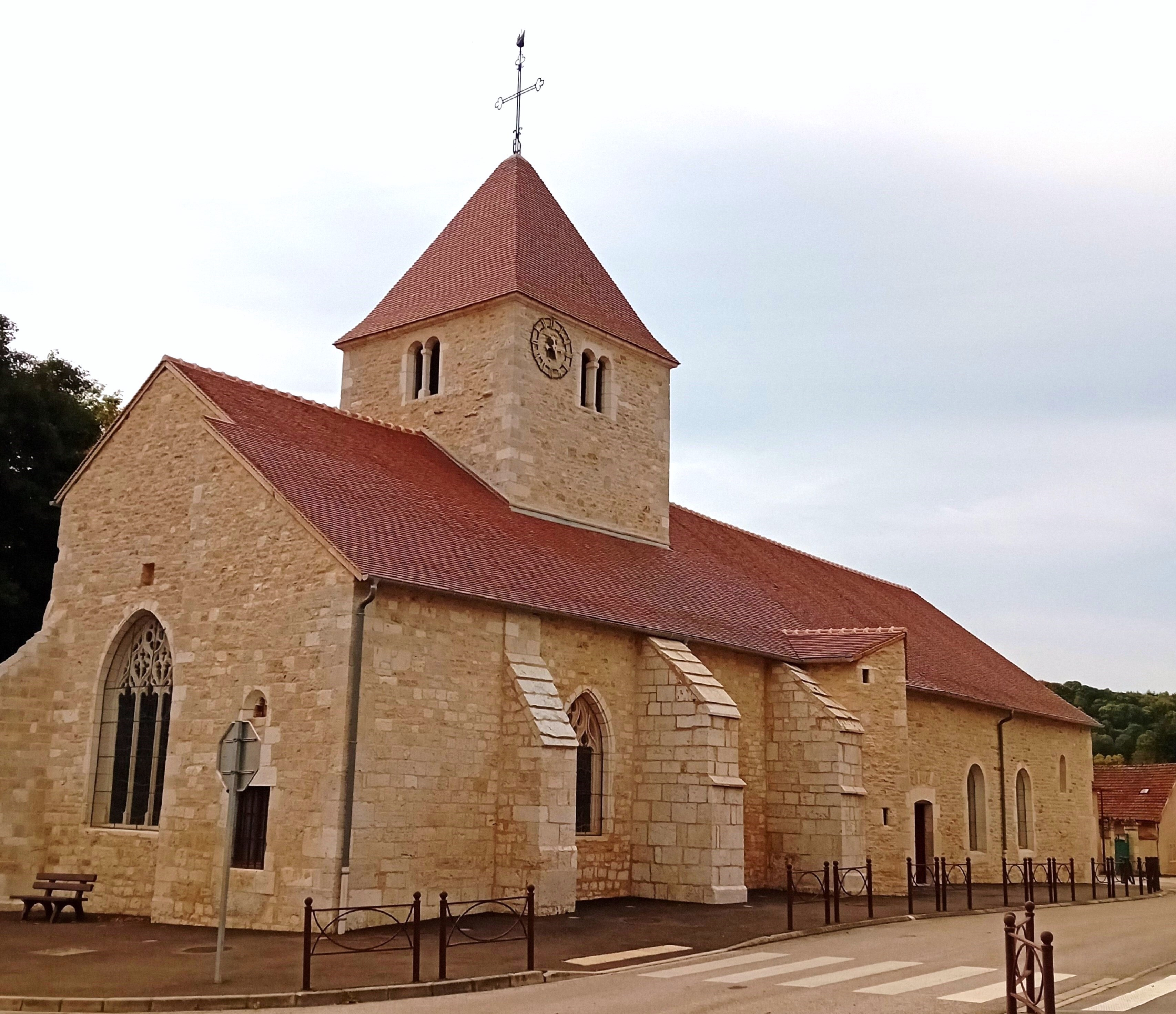
圣日耳曼教堂

2021年，诺让境内共有1家博物馆。诺让境内建有贝尔纳·迪梅多媒体中心（Médiathèque Bernard Dimey），每周二、三、五向公众开放。

### 建筑
诺让境内有多处历史建筑，其中下诺让圣日耳曼教堂（Église Saint-Germain de Nogent-le-Bas）为法国国家文物保护单位。

### 旅游
诺让的旅游事务由其所属的肖蒙城市圈公共社区联合各级政府协调负责。2023年，诺让境内暂无任何游客接待设施。

### 媒体
法国主要的媒体均可在诺让接收，法国电视三台下属的大东部大区频道在部分时段播出诺让所在上马恩省的地方新闻。《上马恩省日报》、《上马恩之声》、蓝色法兰西香槟-阿登广播、香槟广播等是当地主要的地方性媒体。

## 相关人物
法国工程师阿蒂尔·达甘出生于诺让。

## 友好城市
截至2024年1月，诺让暂未建立任何友好城市关系。